# Somatidia laevinotata
Somatidia laevinotata là một loài bọ cánh cứng trong họ Cerambycidae.